# Магічне коло (картина)
«Магічне коло» (англ. The Magic Circle) — картина, написана олією, в прерафаелітському стилі. Створена в 1886 році британським художником Джоном Вільямом Вотергаусом. На картині зображена відьма або чаклунка, що окреслює на землі вогненне магічне коло з метою створення простіру для здійснення чародійства.

## Історія
Картина «Магічне коло» була представлена в Королівській академії мистецтв в 1886 році і після «Ради з оракулом» і «Святої Евлалії» стала третьою картиною Уотерхауса на тему надприроднього, яка зберігалася в його творчості впродовж багатьох років. Картина була добре прийнята на виставці і в тому ж році придбана галереєю Тейт за 650 фунтів відповідно до заповіту Френсіса Чантри.
Картина була досить позитивно прийнята критиками і громадськістю.

## Опис
Картина пронизана орієнтальними мотивами — це одне з ранніх захоплень Вотерхауса. У центрі композиції на повний зріст зображена жінка біля казана з киплячим зіллям. Вона чарівниця, пророчиця, жриця. Жінка малює на піску палицею магічне коло навколо себе, при цьому робить це легко, ніби палиця рухається сама по собі, продовжуючи лінію руки. У лівій руці чарівниця тримає серп, який утворює коло і додає особливого ритму композиції. У Стародавньому Сході серп був невід'ємним символом царської влади, а в античності — позначав поділ світу на живих і мертвих. Це характеризує чарівницю, як володарку не тільки реального, а й надприроднього світу. Округлі лінії протиставлені різко вертикальному, практично, нерухомому диму, що виходить з казана. Обличчя жінки розгледіти важко: воно повернуте в сторону, де піднімається стовпом пара. Приталена сукня надає образу м'якісті і грації. Чорне волосся прибране в безладну зачіску, яка нагадує образи римських матрон. Випущені вперед вугільні пасма вказують на манеру жінок укладати волосся, як за часів дохристиянської Англії. Сукня майстерно прикрашена вишитим ромбоподібним візерунком і вишивкою із зображенням воїнів. Шию чаклунки обвиває важке намисто у вигляді змії — символу мудрості та хитрості. Талія жінки стягнута широким тканим поясом, за яким можна, з подивом, виявити квіти. Білі квіти, також, лежать біля вогню. Магічне коло — це концентрація чарівництва і захист від ворожих сил. Усередині нього замкнута вся енергія жінки: вона сама, її чарівне зілля, тобто сила і влада над людьми і майбутнім, а також квіти, що позначають чистоту, молодість і красу.
Те, що відбувається за межами кола, заслуговує на окрему увагу і має символічний сенс — символи зла, магії і смерті: череп, чорні ворони, і жаба, яка завмерла на межі кола і не насмілиться перестрибнути її.
Продумавши композицію картини саме таким чином, Уотерхаус робить коло центром жіночої сутності, зосередженням сили і молодості, залишаючи все найгірше за його межами, хоча б на момент чародійства. Монохромна пустеля і стрімкі скелі виконані розмитими нечіткими мазками, часом різкими лініями. І здавалося б, що оточуючий чарівницю пейзаж не повинен привертати ніякої уваги. Весь центр ідейний і композиційний — це вона. Але це не зовсім так. У пейзажі є те, що не впадає в очі, але викликає інтерес, тому що героїня картини не одна. Вдалині можна розгледіти печеру, в якій туляться люди і жіночу фігуру зі світильником в руці. Розгледіти її, практично, неможливо через імпресіоністичну манеру письма. Її голову покриває гостроверхий капюшон, але стає очевидно, що вона пильно дивиться на чарівницю. Люди чекають результату магічних дій, вони вірять цій жінці, і можливо їх життя залежить від її слів.
Жінка-чарівниця в «Магічному колі» — не єдине подібне зображення в живопису Вотерхауса. У різних роках художник в тому чи іншому вигляді повертався до теми влади і чарівництва фатальної жінки не тільки над чоловіком, але і над світом, надаючи кожній своїй героїні індивідуальні риси: «Чаклунка. Цирцея», «Чаклунка біля ставка», «Цирцея пропонує кубок Уліссу».

## Тема
Чудеса, магія і дар пророцтва є частими темами у творчості Вотерхауса. Тема жінки-чаклунки часто повторюється в таких його роботах, як «Цирцея пропонує кубок Одіссею» (1891, Олдхемская галерея) і «Гілас і німфи» (1896, Манчестерська галерея). Його творчість також включає ряд подібних робіт на близькосхідну тематику, які написані під впливом сучасних йому художників, таких як Ф. Льюїс (1805—1876) і Лоуренс Альма-Тадема (1836—1912), а не засновані на його власному досвіді. Це одна з ранніх робіт Вотерхауса, що відображає його захоплення екзотикою.
Жінка на цій картині є, по всій видимості чаклунка або жриця, наділена магічною силою і, можливо, даром пророцтва. Її сукня і загальний вигляд вельми еклектичні і засновані на декількох традиціях: обличчя жінки має смаглявий колір і средньосхідне походження; її зачіска нагадує ранніх англосаксів; її сукня прикрашена, як у перських або давньогрецьких воїнів. У лівій руці вона тримає серп в формі півмісяця, що пов'язує її з Місяцем і Гекатой. За допомогою палички в правій руці вона окреслює навколо себе захисне магічне коло. За колом пейзаж голий і безплідний; група граків або воронів і жаба — всі вони символи зла і пов'язані з чародійством — виключені з нього. Але в його межах знаходяться квіти і сама жінка, символи краси. Сенс картини неясний, але її таємничість і екзотичність викликають відгук у сучасних глядачів. Коли картина була виставлена в Королівській Академії в 1886 році, критик журналу Magazine of Art написав: «Містер Вотерхаус в своєму „Магічному колі“ залишається найкращим у своєму роді — оригінальним в концепції і мальовничим в своїх результатах».— цитата з Hobson, ст. 37